# Góry Forda
Góry Forda (ang. Ford Ranges lub Edsel Ford Range) – góry w Antarktydzie Zachodniej, w północno-zachodniej części Ziemi Marii Byrd.
Góry zbudowane z przeobrażonych osadów terygenicznych i węglanowych oraz granodiorytów i granitów. Znaczna część gór schowana jest pod powierzchnią lodu; ponad powierzchnię lodu wybijają się pojedyncze szczyty, pooddzielane głębokimi obniżeniami, po których spływają liczne lodowce. Najwyższy szczyt – Mount Avers, wznosi się na 1370 m n.p.m. Góry zostały odkryte 5 grudnia 1929 roku przez amerykańską ekspedycję pod kierownictwem Richarda Byrda i nazwane na cześć Edsela Forda, ówczesnego szefa Ford Motor Company, który pomógł sfinansować wyprawę.